# William Robert Ogilvie-Grant
William Robert Ogilvie-Grant (25 tháng 3 năm 1863 - 26 tháng 7 năm 1924) là một nhà điểu học người Scotland.

## Xuất thân và trình độ giáo dục
Ông là người con trai thứ hai của đại úy Hon. George Henry Essex Ogilvie-Grant ở Easter Elchies, Craigellachie, Scotland người vốn là con trai thứ sáu của Francis Ogilvy-Grant, Bá tước thứ sáu của Seafield, Ogilvie-Grant được học tại Trường Dự bị Cargilfield và Cao đẳng Fettes, Edinburgh, nơi ông đã học và nghiên cứu động vật học và giải phẫu học.

## Sự nghiệp
Năm 1882, ông trở thành trợ lý tại Bảo tàng Lịch sử Tự nhiên Luân Đôn. Ông học ngư học dưới thời Albert CLG Günther. Vào năm 1885, ông được bổ nhiệm tạm thời làm phụ trách Bộ phận nghiên cứu điểu học trong chuyến thăm của Richard Bowdler Sharpe đến Ấn Độ. Ông vẫn làm việc trong bộ phận đó, cuối cùng trở thành người phụ trách việc nghiên cứu và mô tả các loài chim trong giai đoạn 1909-1918.
Ông cũng kế nhiệm Bowdler Sharpe và trở thành biên tập viên của câu lạc bộ Bulletin of British Ornithologists 'Club, trong năm 1904–1914.
Ogilvie-Grant đã thực hiện nhiều chuyến đi nhằm thực hiện các khảo sát, nghiên cứu, sưu tầm, đặc biệt là chuyến đi đến Socotra, các đảo Madeira và Canary.
Ogilvie-Grant được tưởng nhớ bằng cách đặt tên ông cho tên khoa học của một loài tắc kè, Hemidactylus Granti, một loài đặc hữu của Socotra.

## Đời tư
Ogilvie-Grant kết hôn với Maud Louisa, con gái của đô đốc Mark Robert Pechell. Họ có một con trai và ba con gái. Người con trai Mark Ogilvie-Grant là một nhà ngoại giao và nhà thực vật học, đồng thời là thành viên của hội Bright Young Things. Người con gái lớn, Eleanora (1892-1956) là bà ngoại của (Caroline) Jane Beuttler, vợ của chính trị gia Alan Clark.